# Honschaft Scheid
Die Honschaft Scheid, im 19. Jahrhundert auch Zweite Dorfhonschaft Wald genannt, war im Mittelalter und der Neuzeit eine Honschaft im Kirchspiel und Gerichtsbezirk Wald innerhalb des bergischen Amts Solingen. Sie umfasste einen Teil des heutigen Solinger Stadtgebiet in dem Stadtteil Wald.
Die Honschaft bestand bereits um das Jahr 1220, als Graf  Engelbert von Berg seine Grafschaft Berg in Gerichtsbezirke aufteilte. Die Honschaft Scheid war bereits zu dieser Zeit eine von acht Honschaften des Kirchspiels Wald, das zugleich ab dieser Zeit einen Gerichtsbezirk bildete.
Nach Ende der französischen Besetzung zu Beginn des 19. Jahrhunderts und Auflösung des Großherzogtums Berg 1815 wurde die Honschaft Scheid – unter Beibehaltung der von den Franzosen durchgeführten kommunalen Neugliederung des Herzogtums – schließlich als Landgemeinde der Bürgermeisterei Wald im Kreis Solingen des Regierungsbezirks Düsseldorf innerhalb der preußischen Rheinprovinz zugeordnet und war damit bis in das 19. Jahrhundert eine der untersten bergischen Verwaltungseinheiten. 1807 nahmen die Franzosen in Randbereichen Umgliederungen vor. So kamen 1807 laut Mutz unter den Franzosen von der Honschaft Gräfrath die Wohnplätze Am Hahnenhaus und Im Vogelsang, von der Honschaft Ketzberg die Wohnplätze Am Schlagbaum und Am Adamshäuschen, von der Honschaft Hackhausen die Wohnplätze In der Höh, Im Loch und Lochskotten und von der Honschaft Katternberg die Wohnplätze Dingshaus, Mittel-, Untengönrath und In der Waard zu der Honschaft. Für die vorstehenden Gebietsanpassungen gibt es in der übrigen Literatur und den Statistiken teilweise, unter anderem im Falle Waardts, jedoch keinen Nachweis.
1815/16 lebten 1.077 Einwohner in der Honschaft.
Laut der Statistik und Topographie des Regierungsbezirks Düsseldorf gehörten zu der Honschaft 1832 folgende Ortschaften und Wohnplätze (originale Schreibweise): Hanenhaus, Demmeltrath, Eignerfeld, Vogelsang, Eigen, Lehn, Herberg, Hecken, Oben Scheidt, Unten Scheidt, Schlagbaum, Oben Mangenberg, Unten Mangenberg, Oben Göntrath, Mittel Gönrath, Unten Gönrath, Dingshaus, Höh, Kleinenberg, Büschberg, Köttgen, Scheidermühle, Scheiderfeld, Mummscheidt, Loch, Wiedenkamp und Sonnenkamp.
Zu dieser Zeit gab es fünf öffentliche Gebäude, 217 Wohnhäuser, vier Mühlen bzw. Fabriken und 171 landwirtschaftliche Gebäude. Es lebten 1.329 Einwohner in der Honschaft, davon 196 katholischen und 1.133 evangelischen Glaubens.
Mit der Erhebung der Bürgermeisterei Wald 1856 zur Stadt entfielen die Honschaften als Verwaltungseinheit.